# Jean-Baptiste Bourguignon d'Anville
Jean-Baptiste Bourguignon d'Anville (Pariz, 11. srpnja 1697. − Pariz, 28. siječnja 1782.), francuski kartograf i zemljopisac koji je djelovao u Parizu tijekom 18. stoljeća.
Značajno je unaprijedio kartografske standarde svog vremena; za razliku od brojnih suvremenika nije kopirao starije radove već je inzistirao na originalnom istraživanju, osobito kod starovjekovnih prikaza. Područja nedovoljno istraženih kontinenata ostavljao je praznima i isticao je sve proturječnosti zbog čega mu zemljovidi u likovnom smislu izgledaju prazno, no u znanstvenom su vrlo vjerodostojni. Po njemu je nazvan krater Anville na Mjesecu.

## Rad
Njegova strast za geografskim istraživanjima se može isčitati već iz ranih godina njegovoga života: u dobi od dvanaest godina se već sam bio zabavljao crtanjem karte za jednu knjižaru koja je izdavala atlas. Kasnije mu je prijateljstvo s antikvarom, opatom Longuerueom, uvelike pomoglo, jer mu je opat Longuerue platio studij.
Njegov prvi ozbiljniji rad je karta Antičke Grčke koju je objavio s nepunih petnaest godina. U dobi od dvadeset i dvije godine, imenovan je jednim od kraljevih geografa i počeo privlačiti pozornost ondašnjih vlasti. D'Anville je za vrijeme studija prikupljao mnoge podatke iz međunarodne geografske literature, a i osobno je pretraživao pomorske arhive kako bi doznao detalje o nekim britanskim i španjolskim pomorskim ekspedicijama. Također, za svoje karte uzimao je podatke i od starijih geografa, pjesnika, filozofa, pomoraca, putnika i ljudi koji su sudjelovali na raznim istraživanjima. Jedna od njegovih omiljenih tema bila je reforma zemljopisa okončanjem slijepog kopiranja starijih karata, ispitivanjem opće prihvaćenih stavova mjesta kroz rigorozan pregled svih opisanih istraživanja. Radio je i na osmišljavanju novih naziva za neke geografske pojmove. Ogromni prostori, koji su prije bili granični sa zemljama i gradovima, ucrtani su na karte čime je smanjena praznina na njima.

## Opus
- Description geographique de la Chine (1735.)
- Nouvel Atlas de la Chine (1737.)
- Atlas Generale (1740.)
- Geographie Ancienne et Abregee (1769.)
- États formés en Europe après la chute de l'empire romain en occident (1771.)

## Poveznice
- Povijest kartografije

## Vanjske poveznice
- University of Virginia biography  Arhivirana inačica izvorne stranice od 11. listopada 2008. (Wayback Machine)

### Sestrinski projekti
|  | Zajednički poslužitelj ima još gradiva o temi Jean-Baptiste Bourguignon d’Anville |

### Mrežna sjedišta
- Anville, Jean-Baptiste Bourguignon d’ Hrvatska enciklopedija. LZMK
- LZMK / Proleksis enciklopedija: Anville, Jean-Baptiste Bourguignon d’
- Encyclopædia Britannica: Jean-Baptiste Bourguignon d’Anville (engl.)